# Le Fantôme de Sarah Williams
Pour plus de détails, voir Fiche technique et Distribution.
Le Fantôme de Sarah Williams (Waking the Dead) est un film américain réalisé par Keith Gordon et sorti en 2000.

## Synopsis
En 1972, Fielding Pierce est un étudiant en droit ambitieux, qui se destine à une carrière politique. Il succombe au charme de Sarah, une jeune fille idéaliste et militante, dont la vocation est d'aider les autres. À son contact, Fielding s'humanise et s'intéresse à de nobles causes. Malheureusement, l'année suivante, le destin les sépare brutalement : Sarah est victime d'un attentat à la voiture piégée alors qu'elle venait en assistance à des résistants chiliens. Dix ans plus tard, au cours de sa campagne électorale, Fielding est submergé par des souvenirs et des visions de son amour perdu.

## Fiche technique
- Titre original : Waking the Dead
- Réalisation : Keith Gordon
- Scénario : Robert Dillon, d'après un roman de Scott Spencer
- Directeur de la photographie : Tom Richmond
- Musique : Scott Shields et Tomandandy
- Montage : Jeff Wishengrad
- Pays d'origine :  États-Unis
- Genre : Film dramatique, Thriller
- Durée : 105 minutes
- Dates de sortie : 
  -  24 mars 2000

## Distribution
- Billy Crudup (VF : Fabrice Josso) : Fielding Pierce
- Jennifer Connelly (VF : Laura Blanc) : Sarah Williams
- Hal Holbrook (VF : Pierre Hatet) : Isaac Green
- Janet McTeer (VF : Michèle Buzynski) : Caroline Pierce
- Paul Hipp (VF : Emmanuel Karsen) : Danny Pierce
- Molly Parker (VF : Marine Jolivet) : Juliet Beck
- Sandra Oh : Kim
- Lawrence Dane (VF : Michel Vocoret) : le gouverneur Kinosis
- Ed Harris : Jerry Carmichael
- John Carroll Lynch (VF : Mathieu Buscatto) : le père Mileski
- Mimi Kuzyk : Adele Green
- Walter Massey (VF : Achille Orsoni) : Otto Ellis

 Source et légende : version française (VF) sur RS Doublage et Voxofilm